# Eastway Gardens
Eastway Gardens är en stadsdel i Kanadas huvudstad Ottawa, i provinsen Ontario.   Antalet invånare är 583.